# Марсела Якуб
Марсе́ла Яку́б (ісп. Marcela Iacub; нар. 1964) — аргентинська письменниця та юристка, що спеціалізується на дослідженнях біоетики, проживає у Франції. У 2013 році Якуб була притягнена до суду за вторгнення в приватне життя Домініка Стросс-Кан: її роман «Belle et Bête» включив персонажа, заснованого на ньому.

## Життєпис
Марсела Якуб народилась в Буенос-Айресі в аргентинській родині єврейського походження. Батько був юристом. Її предки були білоруськими та українськими євреями, які емігрували у 1930-х. 
Вивчала трудове право в Університеті Буенос-Айреса. З 25 років продовжувала навчання у Школі підвищення кваліфікації соціальних наук (EHESS) у Франції. 
Якуб стала науковою співробітницею Національного центру наукових досліджень, та асоційованою членкинею Центру вивчення юридичних норм в EHESS. Також працювала оглядачкою газети Ліберасьйон. Якуб відома тим, що озвучує думки, які суперечать думкам французьких феміністок..

## Творчість
У 2001 році разом із П'єром Жуанне Марсела Якуб опублікувала Juger la vie. Наступного року випустила збірку нарисів Le crime etait presque sexuel et autres essais de casuistique juridique.
У 2012 році Якуб видала Une société de violeurs?, яка захищала Домініка Стросс-Кана і розкритикувала феміністичну критику. Була відкрита справа зі Стросс-Каном, яка закінчилася в серпні того ж року.
У вересні 2014 року Якуб стала учасницею радіошоу RTL Les Grosses Têtes.

## Фільмографія
- 2011 рік : La femme du Vème, режисер Павел Павліковський: Ізабелла

## Вибрані твори
- Une journée dans la vie de Lionel Jospin (2006)[2]
- Par le trou de la serrure. Une histoire de la pudeur publique, XIX-XXIe siècle (2008)